# دينو دي لورانتس
دينو دي لورانتس (بالإيطالية: Dino De Laurentiis)‏ (و. 1919 – 2010 م) هو منتج أفلام إيطالي، ولد في توري أنونزياتا، توفي في لوس أنجلوس، عن عمر يناهز 91 عاماً.

## التعليم
تعلم في المركز التجريبي للتصوير السينمائي ‏.

## جوائز وترشيحات
حصل على جوائز منها:
- جائزة الأوسكار لأفضل فيلم بلغة أجنبية، عن عمل: الطريق
- Nastro d'Argento for Best Producer [الإنجليزية]‏، عن عمل: الطريق، وليالي كابيريا، وEverybody Go Home [الإنجليزية]‏، وThe Hunchback of Rome [الإنجليزية]‏
- Palm Springs International Film Festival [الإنجليزية]‏
- Producers Guild of America Awards [الإنجليزية]‏
- جائزة الأسد الذهبي للمسيرة الفنية
- جوائز فلايانو
- ديفيد دي دوناتيلو لأفضل منتج [الإنجليزية]‏، عن عمل: ليالي كابيريا، وEverybody Go Home [الإنجليزية]‏، وThe Bible: In the Beginning... [الإنجليزية]‏، وBandits in Milan [الإنجليزية]‏
- جائزة ديفيد دي دوناتيلو عن فئة أفضل فيلم  [لغات أخرى]‏، عن عمل: Waterloo (1970 film) [الإنجليزية]‏
- Irving G. Thalberg Memorial Award [الإنجليزية]‏
- جائزة زحل
- نيشان الاستحقاق للجمهورية الإيطالية من رتبة الصليب الأعظم.

ترشح لـ:
- جائزة الأوسكار لأفضل فيلم بلغة أجنبية، عن عمل: الطريق.

## وصلات خارجية
- دينو دي لورانتس على موقع IMDb (الإنجليزية)
- دينو دي لورانتس على موقع الموسوعة البريطانية (الإنجليزية)
- دينو دي لورانتس على موقع روتن توميتوز (الإنجليزية)
- دينو دي لورانتس على موقع مونزينجر (الألمانية)
- دينو دي لورانتس على موقع ألو سيني (الفرنسية)
- دينو دي لورانتس على موقع تيرنر كلاسيك موفيز (الإنجليزية)
- دينو دي لورانتس على موقع أول موفي (الإنجليزية)
- دينو دي لورانتس على موقع قاعدة بيانات الأفلام السويدية (السويدية)
- دينو دي لورانتس على موقع إن إن دي بي (الإنجليزية)
- دينو دي لورانتس على موقع قاعدة بيانات الفيلم (الإنجليزية)